# BMT West End Line
A Linha West End (BMT), em inglês:  BMT West End Line é uma das linhas de trânsito rápido do metrô de Nova Iorque.  Foi inaugurada em 24 de junho de 1916. Esta linha é uma secção da rede ferroviária que é operada pelo BMT (em inglês:  Brooklyn–Manhattan Transit Corporation), que é uma subdivisão da Divisão B do Metrô de Nova Iorque.